# العلاقات الفنزويلية اللوكسمبورغية
العلاقات الفنزويلية اللوكسمبورغية هي العلاقات الثنائية التي تجمع بين فنزويلا ولوكسمبورغ.

## مقارنة بين البلدين
هذه مقارنة عامة ومرجعية للدولتين:
| وجه المقارنة                                              | فنزويلا                                  | لوكسمبورغ                                                     |
| --------------------------------------------------------- | ---------------------------------------- | ------------------------------------------------------------- |
| المساحة (كم2)                                             | 916.45 ألف                               | 2.59 ألف                                                      |
| عدد السكان (نسمة)                                         | 28.87 مليون                              | 599.45 ألف                                                    |
| الكثافة السكانية (ن./كم²)                                 | 31.5                                     | 231.45                                                        |
| العاصمة                                                   | كاراكاس                                  | لوكسمبورغ                                                     |
| اللغة الرسمية                                             | اللغة الإسبانية، لغة الإشارة الفنزويلية ‏ | اللغة اللوكسمبورغية، لغة فرنسية، اللغة الألمانية              |
| العملة                                                    | بوليفار فنزويلي                          | يورو، فرنك لوكسمبورغ                                          |
| الناتج المحلي الإجمالي (بليون دولار)                      | 482.36 مليار                             | 62.40 مليار                                                   |
| الناتج المحلي الإجمالي (تعادل القوة الشرائية) بليون دولار |                                          | 58.13 مليار                                                   |
| الناتج المحلي الإجمالي الاسمي للفرد دولار أمريكي          |                                          | 101.45 ألف                                                    |
| الناتج المحلي الإجمالي للفرد دولار أمريكي                 |                                          | 101.93 ألف                                                    |
| مؤشر التنمية البشرية                                      | 0.762                                    | 0.892                                                         |
| رمز المكالمات الدولي                                      | +58                                      | +352                                                          |
| رمز الإنترنت                                              | .ve                                      | .lu                                                           |
| المنطقة الزمنية                                           | 00                                       | توقيت وسط أوروبا، ت ع م+01:00، ت ع م+02:00، أوروبا/لوكسمبورج ‏ |

## منظمات دولية مشتركة
يشترك البلدان في عضوية مجموعة من المنظمات الدولية، منها:
| علم المنظمة | اسم المنظمة                        | تاريخ انضمام فنزويلا | تاريخ انضمام لوكسمبورغ |
| ----------- | ---------------------------------- | -------------------- | ---------------------- |
|             | يونسكو                             | 25 نوفمبر 1946       | 27 أكتوبر 1947         |
|             | وكالة ضمان الاستثمار متعدد الأطراف | 9 مايو 1994          | 29 أغسطس 1991          |
|             | الأمم المتحدة                      | 15 نوفمبر 1945       | 24 أكتوبر 1945         |
|             | الاتحاد البريدي العالمي            | ?                    | ?                      |
|             | البنك الدولي للإنشاء والتعمير      | 30 ديسمبر 1946       | 27 ديسمبر 1945         |
|             | الاتحاد الدولي للاتصالات           | 13 أغسطس 1920        | 2 مارس 1866            |
|             | منظمة حظر الأسلحة الكيميائية       | ?                    | ?                      |
|             | مؤسسة التمويل الدولية              | 28 ديسمبر 1956       | 4 أكتوبر 1956          |
|             | منظمة التجارة العالمية             | ?                    | ?                      |
|             | منظمة الشرطة الجنائية الدولية      | ?                    | ?                      |

## وصلات خارجية
- موقع وزارة الخارجية الفنزويلية
- موقع وزارة الخارجية اللوكسمبورغية